# Hoplopholcus
Hoplopholcus is een geslacht van spinnen uit de familie trilspinnen (Pholcidae).

## Soorten
Het geslacht kent de volgende soorten:
- Hoplopholcus asiaeminoris Brignoli, 1978
- Hoplopholcus cecconii Kulczynski, 1908
- Hoplopholcus figulus Brignoli, 1971
- Hoplopholcus forskali (Thorell, 1871)
- Hoplopholcus labyrinthi (Kulczynski, 1903)
- Hoplopholcus longipes (Spassky, 1934)
- Hoplopholcus minotaurinus Senglet, 1971
- Hoplopholcus minous Senglet, 1971
- Hoplopholcus patrizii (Roewer, 1962)